# توحد الخواص

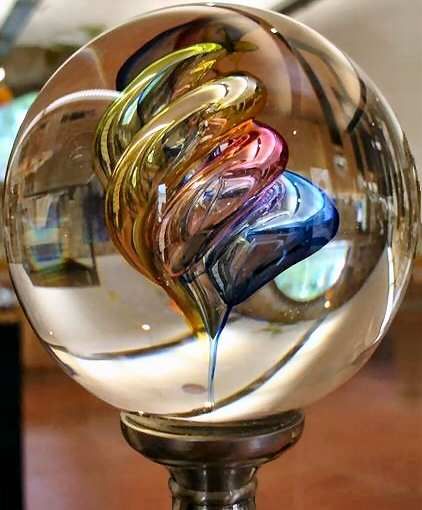

توحّد الخواص أو التناحي (باللاتينية: isotropia) هو تساوي الخواص في جميع الاتجاهات.

## التأصيل
يعود أصل الكلمة إلى كلمتين يونانيتين الأصل: الأولى iso وتعني التساوي، والثانية tropos وتعني الاتجاه. للتعبير عن عدم التساوي يتم إضافة بادئة an في اللغات ذات الأصول اللاتينية.

## التعريف
يعتمد التعريف العلمي الدقيق على التطبيق المستخدمة فيه. فعلى سبيل المثال لدى الحديث عن الإشعاع متواحد الخواص (متناح) نعني أن الإشعاع له دائماً نفس الشدة لدى قياسها في مختلف الاتجاهات. في مجال علم المواد نعني بتوحد الخواص تساوي خواص المادة وعدم تغيرها في الفراغ بتغير الاتجاه.

## التطبيقات
- الخلية الحية: إذا كانت خواص جدار الخلية واحدة تقريباً في كافة الاتجاهات المدروسة يمكن الحديث حينها عن خلية متوحدة الخواص.
- علم البصريات: يعني توحد الخواص البصرية لمادة ما أن هذه الخواص واحدة في مختلف الاتجاهات. يمكن أخذ متوسط الانعكاس أو الانتشار المحلي للوسط المدروس في الحسابات.
- المواد الهندسية: هذا المصطلح هام جداً في توصيف الخواص الميكانيكية للمواد الهندسية. إن توحد الخواص هنا يعني أن أية خاصية ميكانيكية ستكون واحدة في مختلف الاتجاهات البلورية ولها نفس القيمة. يمكن القول حينئذٍ إن المادة تسلك نفس السلوك تحت تأثير الحمولات المطبقة في أي اتجاه كان.